# Eurysternus atrosericus
Eurysternus atrosericus là một loài bọ cánh cứng trong họ Bọ hung (Scarabaeidae).